# Střední průmyslová škola zeměměřická a Geografické gymnázium Praha
Střední průmyslová škola zeměměřická a Geografické gymnázium Praha je odborná škola, která je jako jediná výhradně určená ke vzdělávání odborníků v oblastech geodézie a katastru nemovitostí. Vznikla v roce 1951 vydělením zeměměřických oborů z tehdejší „Státní průmyslové školy stavební v Praze“ (dnešní Střední průmyslová škola stavební Josefa Gočára).

## Historie školy
Škola byla založena 1. září 1951 pod názvem Vyšší průmyslová škola zeměměřická (posléze Vyšší škola zeměměřická) v Praze. Tehdy využívala budovy v ulici Na Bělidle 252/34 v Praze 5 po zrušené oděvní škole. V prvním roce měla čtyři třídy oboru geodézie. Tři z nich měly absolvovat čtyřleté studium zakončené maturitní zkouškou a jedna třída studium pouze dvouleté bez zakončení maturitou. Současně s geodetickými obory byla na škole otevřena jedna třída dvouletého studia geologie, které se však po jednom roce osamostatnilo a vytvořilo samostatnou školu na pražském Žižkově.
K 1. září 1952, tedy po prvním roce existence, byla škola (již bez geologického oboru) přemístěna do budov po zrušené učňovské škole v Praze 1, Malá Štupartská 977/8 (dnes budova Střední průmyslové školy elektrotechnické Františka Křižíka).
Pro školní rok 1953/1954 bylo navíc otevřeno jednoleté studium abiturientů, které nebylo zakončeno maturitní zkouškou a dále dálkové studium trvající pět let (pro absolventy středních škol pouze tři roky). Na konci tohoto školního roku vyšlo ze školy také prvních čtyřicet maturantů.
Od roku 1955 se začal používat oficiální název Střední průmyslová škola zeměměřická.
Od školního roku 1956/1957 byly otevírány také třídy dvouletého denního studia určené absolventům středních všeobecně vzdělávacích škol (tedy gymnázií).
Postupem času již přestávaly prostorové podmínky ve stávající budově na Starém Městě vyhovovat, a proto se škola k 1. září 1964 přestěhovala do prostor nových, do Hrdlořez na Prahu 9, Pod Táborem 300/7. Do roku 1995 se sice škola musela o budovu a přilehlé školní hřiště dělit s místní základní školou, ale od školního roku 1995/1996 je průmyslová škola výlučným uživatelem celého objektu.
V září 2021 škola otevřela nový obor vzdělávání a to Gymnázium se zaměřením na geografii. Zároveň se změnil i název školy na Střední průmyslová škola zeměměřická a Geografické gymnázium Praha.

## Studijní obory
Na škole je vyučován čtyřletý denní studijní obor „Geodézie a katastr nemovitostí“, který je zakončen maturitní zkouškou a čtyřletý denní studijní obor „Gymnázium“ rovněž zakončený maturitní zkouškou. Dvouletý dálkový obor „Geodézie a katastr nemovitostí“ se neotevírá.

## Seznam ředitelů školy
Za dobu fungování školy se v jejím čele vystřídali čtyři ředitelé:
| Jméno                                    | Fotografie          | Začátek působení | Konec působení |
| ---------------------------------------- | ------------------- | ---------------- | -------------- |
| Ing. František Procházka                 | František Procházka | 1. září 1951     | 31. srpna 1974 |
| Ing. Jan Dvořák                          | Jan Dvořák          | 1. září 1974     | 31. srpna 1986 |
| Ing. Jaroslav Růžek                      | Jaroslav Růžek      | 1. září 1986     | 31. srpna 2015 |
| Ing. Jana Mansfeldová (pověřena řízením) | Jana Mansfeldová    | 1. září 2015     | 31. ledna 2017 |
| Ing. Jan Staněk                          | Jan Staněk          | 1. února 2017    | —              |

## Studentská zábava
Na škole probíhaly vedle výuky též zábavné akce. Mezi ně lze zařadit soutěž „Miss výtyčka 1995“ o nejkrásnější, nejzručnější a nejinteligentnější dívku školy a v letech 1994 až 2003 „GeoMaraton“, což bylo čtyřiadvacetihodinové utkání v basketbale mezi současnými studenty školy a jejími absolventy.

## Významní učitelé
- František Boguszak
- Jan Ratiborský

## Významní absolventi
Ke konci školního roku 2010/2011 ukončilo školu celkem 5097 absolventů v denním studiu a 1044 v dálkovém studiu. Byli mezi nimi například:
- Jakub Ambrož (maturita v roce 2006) – šermíř[16]
- Jiří Ammer (maturita v roce 1960) – basketbalista[16]
- Jan Baxant (maturita v roce 1968) – biskup Diecéze litoměřické[17]
- Jiří Bouška (maturita v roce 1998) – handicapovaný cyklista[16]
- Hana Dariusová (maturita v roce 1991) – veslařka a reprezentantka (olympijské hry 1996 v Atlantě)[16][18]
- Hynek Glos (maturita v roce 1992) – fotograf[19]
- Vojtěch Hačecký (maturita v roce 2006) – dráhový cyklista a reprezentant[16]
- Josef Kolina (maturita v roce 2001) – novinář[16][20]
- Luboš Matějů (maturita v roce 1994) – akademický mistr v orientačním běhu[16][21]
- Jiří Padevět (maturita v roce 1985) – spisovatel a ředitel Nakladatelství Academia[22]
- Zděnek Pommer (maturita v roce 1964) – volejbalista a trenér[16]
- Stanislav Přibyl (maturita v roce 1990) – biskup Diecéze litoměřické[23]
- Kamil Řeřábek (maturita v roce 2002) – basketbalista a reprezentant[16][24]
- Vladimír Táborský (maturita v roce 1962) – fotbalista a trenér[16]
- Jakub Turek (maturita v roce 1984) – žurnalista[16]
- Petr Tůma (maturita v roce 2001) – pozemní hokejista a reprezentant[16][20]
- Rudolf Urban (maturita v roce 2001) – atlet a vyučující na Stavební fakultě ČVUT[16][20][25]
- Petr Vaníček (maturita v roce 1954)[26] – geodet a geofyzik, emeritní profesor University of New Brunswick, Fredericton, Kanada[27]
- Tomáš Vrábel (maturita v roce 2009) – hokejbalista a reprezentant[16][28]

Na škole studovali též herečka Lucie Benešová, disidentka a politička Jana Petrová či tenista Jiří Hřebec.